# Opius rossi
Opius rossi är en stekelart som beskrevs av Fischer 1963. Opius rossi ingår i släktet Opius och familjen bracksteklar. Inga underarter finns listade i Catalogue of Life.